# Rattus palmarum
Rattus palmarum  (Zelebor, 1869) è un roditore della famiglia dei Muridi endemico delle isole Nicobare.

## Descrizione

### Dimensioni
Roditore di piccole dimensioni, con la lunghezza della testa e del corpo tra 225 e 230 mm, la lunghezza della coda tra 220 e 231 mm e la lunghezza del piede tra 45 e 48 mm.

### Aspetto
La pelliccia è ruvida e spinosa. Le parti superiori sono marroni scure, mentre le parti ventrali sono bianche. La coda è più corta della testa e del corpo ed è uniformemente scura. Le femmine hanno 2 paia di mammelle pettorali e 3 paia inguinali.

## Biologia

### Comportamento
È una specie arboricola e notturna.

## Distribuzione e habitat
Questa specie è diffusa nelle isole Nicobare: Car Nicobar e Gran Nicobar.
Vive nelle foreste sempreverdi tropicali, nelle mangrovie. Preferisce le fronde delle palme.

## Conservazione
La IUCN Red List, considerato che l'areale è limitato a solo 2 località colpite dallo Tsunami del 2004, classifica R.palmarum come specie vulnerabile (VU).